# Gil-galad
(J. R. R. Tolkien, Il Signore degli Anelli)
Gil-galad [ɡil ˈɡaːlad] è un personaggio di Arda, l'universo immaginario fantasy creato dallo scrittore inglese J. R. R. Tolkien, che compare ne Il Silmarillion ed è citato ne Il Signore degli Anelli.

## Il nome e l'origine
Gil-galad, ne Il Silmarillion e nei Racconti incompiuti, è figlio di Fingon, e fu chiamato Ereinion ("rampollo di re"), ma secondo la genealogia del canone della Terra di Mezzo, reperibile in uno degli ultimi scritti di Tolkien, The Peoples of Middle-earth, egli è figlio di Orodreth, Re di Nargothrond, e fu chiamato inizialmente Rodnor (nome paterno), forma Sindarin del Quenya Artanáro ("nobile fuoco"), mentre Ereinion è un altro dei suoi nomi (probabilmente il nome materno); è tuttavia necessario sottolineare come Christopher Tolkien abbia dichiarato che "sarebbe stato molto meglio lasciare oscura la genealogia di Gil-galad", indicando la discendenza da Orodreth come certamente la più recente delle versioni ma priva di qualunque legame all'interno del corpus delle opere. Gil-galad è un epessë, un soprannome elfico. In elfico significa "stella di radianza". Il soprannome deriva dall'elmo, che brillava da lontano, se colpito dalla luce. Pare che avesse i capelli scuri e gli occhi grigi dei Noldor, anziché quelli chiari dei Vanyar, tipici della casa di Finarfin.

## Storia

### Gioventù
Nato dopo l'esilio dei Noldor nella Terra di Mezzo, visse per qualche tempo con lo zio Finrod Felagund nel Nargothrond. Dopo la morte di questi, nonché quella del nonno Angrod nella Dagor Bragollach, in cui morì anche il Re Supremo Fingolfin, il giovane Rodnor era stato mandato dal padre Orodreth, divenuto re di Nargothrond, presso le bocche del Sirion (da cui successivamente si trasferirà sull'isola di Balar) dove strinse amicizia con Círdan. Sfuggì così al massacro della battaglia delle Innumerevoli Lacrime, dove morì il nuovo Re Fingon, e al successivo sacco di Nargothrond, in cui perirono il padre e la sorella Finduilas.

### Re Supremo
Dopo la morte di Turgon nella caduta di Gondolin, Gil-galad divenne l'ultimo Re Supremo dei Noldor nella Terra di Mezzo. Con i giovani cugini Elrond ed Elros, partecipò, anche se con un ruolo di secondo piano per la giovane età, alla guerra d'Ira, in cui i Noldor e gli Edain, con il supporto dell'esercito di Valinor e di Eärendil, sconfissero Morgoth e distrussero Angband. Dopo lo sprofondamento del Beleriand, a causa degli sconvoglimenti terrestri successivi alla caduta del Potere del Nord, si spostò nei resti di questa terra, ovvero l'orientale Ossiriand (o Lindon), vicino ai Monti Azzurri, ma dimorava anche occasionalmente nella città di Annúminas, che poi diede ai Dunedain.
Per tutta la Seconda Era regnò nel Lindon su molti Noldor e su alcuni Sindar, sulla riva del Grande Mare, e fu alleato dei Númenóreani, che furono al suo fianco nella lotta contro Sauron, specialmente del re Tar-Aldarion. Fu inoltre custode di Vilya, l'anello di zaffiro che gli fu dato da Celebrimbor quando Sauron rivelò le proprie vere intenzioni nei riguardi degli Anelli del Potere. Egli fu l'unico che riconobbe l'Oscuro Signore di Mordor, nelle vesti dell'elfo Annatar, riconoscendo il crudele Maia ribelle, che aveva servito Morgoth come luogotenente e si era nascosto alla collera dei Valar, e gli impedì l'ingresso nel Lindon.
Dopo aver inviato in aiuto dell'Eregion, un altro regno dei Noldor, il suo araldo e consigliere Elrond, suo cugino, riuscì a cacciare Sauron dall'Eriador, riducendo di molto le forze del Nemico. Consegnò gli altri anelli, Nenya e Narya a Círdan e a Galadriel. Elrond rimase nell'Eriador e fondò Gran Burrone, mentre Galadriel si rifugiò successivamente a Lórien.

### L'ultima alleanza e la caduta

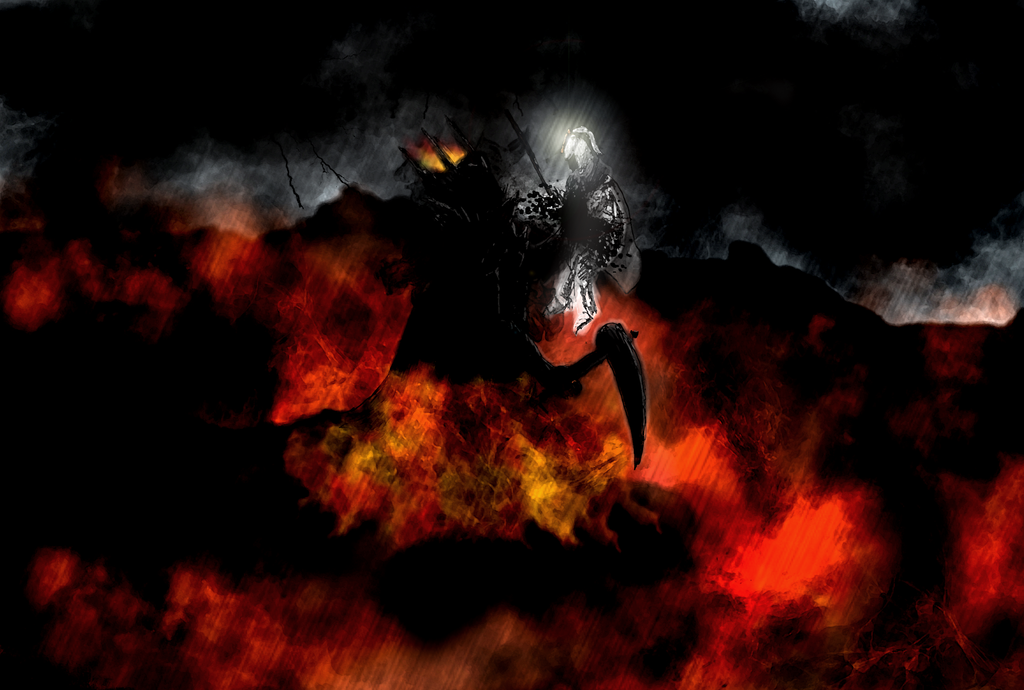
La caduta di Gil-galad

Costituì, dopo la fine di Númenor, insieme ad Elendil, a cui era legato da amicizia personale, l'Ultima Alleanza tra gli Elfi e gli Uomini, e partecipò alla guerra contro Sauron che segnò la fine della Seconda Era. Infatti, in essa Sauron venne sconfitto, o almeno così si credette, e l'Anello Dominante perduto, grazie all'impresa di Isildur, che lo tagliò dal dito del Nemico. Ma Gil-galad morì a Mordor, insieme ad Elendil, nell'ultimo duello contro l'Oscuro Signore. Secondo ciò che scrive Isildur, fu ucciso dal calore della mano di Sauron, dopo aver ceduto ad Elrond, probabilmente prima della battaglia, il proprio Anello.
Dopo di lui, nessuno assunse il titolo di Re Supremo dei Noldor nella Terra di Mezzo (benché anche nelle terre mortali vivessero ancora discendenti di Finwë, quali Elrond stesso).

## Adattamenti
Mark Ferguson interpreta Gil-galad nel prologo de La Compagnia dell'Anello, primo film della trilogia diretta da Peter Jackson. Lo si vede in poche occasioni: quando riceve Vilya e durante  l'Ultima Alleanza tra gli Elfi e gli Uomini. La scena della sua morte per mano di Sauron è stata girata ma tagliata dal montaggio finale.
Benjamin Walker interpreta Gil-galad nella serie televisiva di Amazon Prime Video Il Signore degli Anelli - Gli Anelli del Potere.

## La Casa di Finarfin
| Finwë     | Finwë     | Finwë     | Finwë     | Finwë     | Finwë     |           |           | Indis     | Indis     | Indis    | Indis    | Indis     | Indis     |           |           | Olwë      | Olwë      | Olwë   | Olwë   | Olwë   | Olwë   |  |  |        |        |        |        |         |         |         |         |           |           |           |           |           |           |           |           |           |           |          |          |          |          |       |       |       |       |  |  |  |  |  |  |  |  |  |  |  |  |  |  |  |  |
| Finwë     | Finwë     | Finwë     | Finwë     | Finwë     | Finwë     |           |           | Indis     | Indis     | Indis    | Indis    | Indis     | Indis     |           |           | Olwë      | Olwë      | Olwë   | Olwë   | Olwë   | Olwë   |  |  |        |        |        |        |         |         |         |         |           |           |           |           |           |           |           |           |           |           |          |          |          |          |       |       |       |       |  |  |  |  |  |  |  |  |  |  |  |  |  |  |  |  |
|           |           |           |           |           |           |           |           |           |           |          |          |           |           |           |           |           |           |        |        |        |        |  |  |        |        |        |        |         |         |         |         |           |           |           |           |           |           |           |           |           |           |          |          |          |          |       |       |       |       |  |  |  |  |  |  |  |  |  |  |  |  |  |  |  |  |
|           |           |           |           |           |           |           |           |           |           |          |          |           |           |           |           |           |           |        |        |        |        |  |  |        |        |        |        |         |         |         |         |           |           |           |           |           |           |           |           |           |           |          |          |          |          |       |       |       |       |  |  |  |  |  |  |  |  |  |  |  |  |  |  |  |  |
| Fingolfin | Fingolfin | Fingolfin | Fingolfin | Fingolfin | Fingolfin |           |           | Finarfin  | Finarfin  | Finarfin | Finarfin | Finarfin  | Finarfin  |           |           | Eärwen    | Eärwen    | Eärwen | Eärwen | Eärwen | Eärwen |  |  |        |        |        |        |         |         |         |         |           |           |           |           |           |           |           |           |           |           |          |          |          |          |       |       |       |       |  |  |  |  |  |  |  |  |  |  |  |  |  |  |  |  |
| Fingolfin | Fingolfin | Fingolfin | Fingolfin | Fingolfin | Fingolfin |           |           | Finarfin  | Finarfin  | Finarfin | Finarfin | Finarfin  | Finarfin  |           |           | Eärwen    | Eärwen    | Eärwen | Eärwen | Eärwen | Eärwen |  |  |        |        |        |        |         |         |         |         |           |           |           |           |           |           |           |           |           |           |          |          |          |          |       |       |       |       |  |  |  |  |  |  |  |  |  |  |  |  |  |  |  |  |
|           |           |           |           |           |           |           |           |           |           |          |          |           |           |           |           |           |           |        |        |        |        |  |  |        |        |        |        |         |         |         |         |           |           |           |           |           |           |           |           |           |           |          |          |          |          |       |       |       |       |  |  |  |  |  |  |  |  |  |  |  |  |  |  |  |  |
|           |           |           |           |           |           |           |           |           |           |          |          |           |           |           |           |           |           |        |        |        |        |  |  |        |        |        |        |         |         |         |         |           |           |           |           |           |           |           |           |           |           |          |          |          |          |       |       |       |       |  |  |  |  |  |  |  |  |  |  |  |  |  |  |  |  |
| Finrod    | Finrod    | Finrod    | Finrod    | Finrod    | Finrod    |           |           | ?         | ?         | ?        | ?        | ?         | ?         |           |           | Angrod    | Angrod    | Angrod | Angrod | Angrod | Angrod |  |  | Aegnor | Aegnor | Aegnor | Aegnor | Aegnor  | Aegnor  |         |         | Galadriel | Galadriel | Galadriel | Galadriel | Galadriel | Galadriel |           |           | Celeborn  | Celeborn  | Celeborn | Celeborn | Celeborn | Celeborn |       |       |       |       |  |  |  |  |  |  |  |  |  |  |  |  |  |  |  |  |
| Finrod    | Finrod    | Finrod    | Finrod    | Finrod    | Finrod    |           |           | ?         | ?         | ?        | ?        | ?         | ?         |           |           | Angrod    | Angrod    | Angrod | Angrod | Angrod | Angrod |  |  | Aegnor | Aegnor | Aegnor | Aegnor | Aegnor  | Aegnor  |         |         | Galadriel | Galadriel | Galadriel | Galadriel | Galadriel | Galadriel |           |           | Celeborn  | Celeborn  | Celeborn | Celeborn | Celeborn | Celeborn |       |       |       |       |  |  |  |  |  |  |  |  |  |  |  |  |  |  |  |  |
|           |           |           |           |           |           |           |           |           |           |          |          |           |           |           |           |           |           |        |        |        |        |  |  |        |        |        |        |         |         |         |         |           |           |           |           |           |           |           |           |           |           |          |          |          |          |       |       |       |       |  |  |  |  |  |  |  |  |  |  |  |  |  |  |  |  |
|           |           |           |           | ?         | ?         | ?         | ?         | ?         | ?         |          |          | Orodreth  | Orodreth  | Orodreth  | Orodreth  | Orodreth  | Orodreth  |        |        |        |        |  |  |        |        |        |        | Elrond  | Elrond  | Elrond  | Elrond  | Elrond    | Elrond    |           |           | Celebrían | Celebrían | Celebrían | Celebrían | Celebrían | Celebrían |          |          |          |          |       |       |       |       |  |  |  |  |  |  |  |  |  |  |  |  |  |  |  |  |
|           |           |           |           | ?         | ?         | ?         | ?         | ?         | ?         |          |          | Orodreth  | Orodreth  | Orodreth  | Orodreth  | Orodreth  | Orodreth  |        |        |        |        |  |  |        |        |        |        | Elrond  | Elrond  | Elrond  | Elrond  | Elrond    | Elrond    |           |           | Celebrían | Celebrían | Celebrían | Celebrían | Celebrían | Celebrían |          |          |          |          |       |       |       |       |  |  |  |  |  |  |  |  |  |  |  |  |  |  |  |  |
|           |           |           |           |           |           |           |           |           |           |          |          |           |           |           |           |           |           |        |        |        |        |  |  |        |        |        |        |         |         |         |         |           |           |           |           |           |           |           |           |           |           |          |          |          |          |       |       |       |       |  |  |  |  |  |  |  |  |  |  |  |  |  |  |  |  |
|           |           |           |           |           |           |           |           |           |           |          |          |           |           |           |           |           |           |        |        |        |        |  |  |        |        |        |        |         |         |         |         |           |           |           |           |           |           |           |           |           |           |          |          |          |          |       |       |       |       |  |  |  |  |  |  |  |  |  |  |  |  |  |  |  |  |
|           |           |           |           | Gil-galad | Gil-galad | Gil-galad | Gil-galad | Gil-galad | Gil-galad |          |          | Finduilas | Finduilas | Finduilas | Finduilas | Finduilas | Finduilas |        |        |        |        |  |  |        |        |        |        | Elladan | Elladan | Elladan | Elladan | Elladan   | Elladan   |           |           | Elrohir   | Elrohir   | Elrohir   | Elrohir   | Elrohir   | Elrohir   |          |          | Arwen    | Arwen    | Arwen | Arwen | Arwen | Arwen |  |  |  |  |  |  |  |  |  |  |  |  |  |  |  |  |